# Torre Giulia
La torre oggi detta Giulia è situata a San Romano (Montopoli in Val d’Arno), lungo la strada statale che conduce da Pisa verso Firenze.

## La storia
La torre, in origine detta del Fosso, fu edificata nel 1391 da Giovanni Acuto (John Hawkood), condottiero e capitano di ventura inglese in quel tempo al servizio della Repubblica di Firenze, modificando forse un preesistente sistema difensivo. Nel 1313 si ha infatti notizia della devastazione di una torre a San Romano per opera dei ghibellini, anche se recenti scavi archeologici nei pressi di Torre “Giulia” non ne hanno trovato traccia.
Restaurata da Neri Capponi nel 1431 a difesa delle incursioni dei Senesi guidati da Niccolò Piccinino, fu proprio nella valle fra questa nuova torre di San Romano e il castello di Montopoli che si svolse la battaglia immortalata in tre splendide tavole da Paolo Uccello (trittico la battaglia di San Romano).
Rovinata ancora dalle truppe di Carlo V, la torre fu ricostruita nel 1536.
In seguito, perse la funzione militare, divenendo proprietà della famiglia Molinelli, che ne fecero parte di una villa. La residenza che inglobava la torre passò ai Capponi, che nel 1777 ampliarono l'intero complesso. Dal Capponi la villa passò successivamente ai Guazzesi e ai Mori Ubaldini fino a che nel corso dell’Ottocento giunse ai Ridolfi, che ne promossero ulteriori lavori di
abbellimento.
In base alle fotografie e ai dipinti d'epoca la villa si apriva sul lato con un portico verso il parco, mentre la torre rimaneva addossata alla facciata dell’edificio residenziale ed era conclusa da una fila di merli.
Nel periodo tra le due Guerre al piano terreno ospitò una mostra e rivendita delle terrecotte artistiche montopolesi di Dante Milani.
In occasione del secondo conflitto mondiale la villa subì molti danni ai quali è sopravvissuto solo il basamento della Torre “Giulia”, che fu minata dalle truppe tedesche in ritirata nell’estate del 1944.